# Georges-Jean-Emile-René Chadebec de Lavelade
Georges-Jean-Emile-René Chadebec de Lavelade, francoski general, * 1881, † 1967.